# لری ترحان
لوری آن تراهان ( ‎/trəˈhæn/‎ trə-HANN ; née Loureiro ؛ متولد 27 اکتبر 1973) یک تاجر و سیاستمدار آمریکایی است که از سال 2019 به عنوان نماینده ایالات متحده برای حوزه انتخابیه سوم ماساچوست خدمت می کند  این ناحیه حومه شمال غربی بوستون را پوشش می‌دهد و شامل لاول ، لارنس ، کنکورد ، و زادگاه تراهان، وستفورد است. او که یک دموکرات بود ، قبلا به عنوان رئیس دفتر نماینده مارتی میهان در منطقه پنجم کنگره ماساچوست خدمت می کرد.
تراهان در 27 اکتبر 1973 به دنیا آمد و در لاول، ماساچوست بزرگ شد. او با سه خواهر بزرگ شد. پدرش اهل پورتو بود و مادرش در برزیل از پدر و مادری پرتغالی به دنیا آمد و پس از مرگ مادرش در کودکی به آزور نقل مکان کرد تا با اقوامش زندگی کند.